# مائوریتسیو پیووانی
مائوریتسیو پیووانی (ایتالیایی: Maurizio Piovani؛ زادهٔ ۱۷ ژوئیهٔ ۱۹۵۹) دوچرخه‌سوار اهل ایتالیا است.